# Modibo Ibrahim Touré
Pour les articles homonymes, voir Touré.
Modibo Ibrahim Touré, est un homme politique malien. Il fut ministre malien des Postes et des Nouvelles technologies. 

## Biographie
Il est diplômé de l’École nationale d’administration de Bamako.
Inspecteur des finances, il poursuivra des études post-universitaires aux États-Unis d'où il obtint un MBA à l’Université Vanderbilt au Tennessee.
Débutera une autre carrière pour Modibo Ibrahim Touré d'abord  comme cadre supérieur dans la multinationale américaine UPS (United Parcel Service) à Nashvilleensuite au Programme des Nations unies pour le développement (PNUD) comme coordinateur résident dans plusieurs pays et enfin comme secrétaire de la Banque africaine de développement (BAD).

## Sources
- « Ministre des postes et des nouvelles technologies:Modibo Ibrahim Touré»